# Sarcophyton turschi
Sarcophyton turschi is een zachte koraalsoort uit de familie Alcyoniidae. De koraalsoort komt uit het geslacht Sarcophyton. Sarcophyton turschi werd in 1976 voor het eerst wetenschappelijk beschreven door Verseveldt. 